# Hall of Fame des courses britanniques
Le Hall of Fame des courses britanniques (British Champions Series Hall of Fame) a été créé en 2021 pour honorer les chevaux et les hommes ayant marqué les courses hippiques de pur-sang en Angleterre, sur le modèle du US Racing Hall of Fame américain ou du Japan Racing Association Hall of Fame.

## Histoire et principe
Fondé en 2021 pour célébrer les dix ans du partenariat de sponsoring entre QIPCO et les British Champions Series, ce Hall of Fame célèbre les chevaux et les hommes qui ont marqué les courses depuis 1970. Les élus sont désignés d'après une liste établie par un comité de spécialistes indépendants et soumise au vote du public. Les nouveaux entrants sont annoncés deux fois par an, au printemps et à l'automne. Le crack Frankel, demeuré invaincu et nanti du plus haut rating jamais décerné à un cheval, et le légendaire jockey Lester Piggott sont les premiers élus.

## Les chevaux
| Photo | Nom              | Admission | Carrière  | Courses | Victoires | RatingTimeform | Principales victoires | Distinctions                                                                                |
| ----- | ---------------- | --------- | --------- | ------- | --------- | -------------- | --- | ------------------------------------------------------------------------------------------- |
|       | Brigadier Gerard | 2021      | 1970-1972 | 18      | 17        | 144            | Middle Park Stakes, 2000 Guineas, St. James's Palace Stakes, Sussex Stakes, Queen Elizabeth II Stakes, Champion Stakes, Lockinge Stakes, Prince of Wales's Stakes, Eclipse Stakes, King George VI & Q. Elizabeth Stakes | Cheval de l'année en Angleterre (1972)                                                      |
|       | Dancing Brave    | 2022      | 1985-1986 | 10      | 8         | 140            | Prix de l'Arc de Triomphe, 2000 Guinées, Eclipse Stakes, King George VI and Queen Elizabeth Diamond Stakes | Cheval de l'année en Angleterre (1986)                                                      |
|       | Dayjur           | 2021      | 1989-1990 | 11      | 7         | 137            | Nunthorpe Stakes, Prix de l'Abbaye de Longchamp, King's Stand Stakes, Ladbrokes Sprint Cup, Temple Stakes | Sprinter de l'année en Europe (1990) Cheval de l'année en Angleterre (1990)                 |
|       | Dubai Millennium | 2024      | 1998-2000 | 10      | 9         | 140            | Prix Jacques Le Marois, Queen Elizabeth II Stakes, Dubaï World Cup, Prince of Wales's Stakes |                                                                                             |
|       | Frankel          | 2021      | 2010-2012 | 14      | 14        | 147            | Dewhurst Stakes, 2000 Guinées, St. James's Palace Stakes, Sussex Stakes (x2), Queen Elizabeth II Stakes, Lockinge Stakes, Queen Anne Stakes, International Stakes, Champion Stakes                                      | Cheval de l'année en Europe (2011, 2012)                                                    |
|       | Galileo          | 2022      | 2000-2001 | 8       | 6         | 134            | Derby d'Epsom, Irish Derby, King George VI and Queen Elizabeth Diamond Stakes | 3 ans de l'année en Europe (2001) 12 fois Champion Sire (2008-2020)                         |
|       | Goldikova        | 2024      | 2007-2011 | 27      | 17        | 133            | Breeders' Cup Mile (x3), Prix Rothschild (x4), Prix d'Ispahan (x2), Prix Jacques Le Marois, Prix du Moulin de Longchamp, Falmouth Stakes, Queen Anne Stakes, Prix de la Forêt                                           | Cheval de l'année en Europe (2010)                                                          |
|       | Mill Reef        | 2021      | 1970-1972 | 14      | 12        | 141            | Prix de l'Arc de Triomphe, Derby d'Epsom, Dewhurst Stakes, King George VI & Q. Elizabeth II Stakes, Eclipse Stakes, Prix Ganay, Coronation Cup                                                                          | Cheval de l'année en Angleterre (1971)                                                      |
|       | Nijinsky         | 2021      | 1969-1970 | 13      | 11        | 138            | 2000 Guinées, Derby d'Epsom, St. Leger Stakes, Derby d'Irlande, King George VI & Q. Elizabeth II Stakes, Dewhurst Stakes                                                                                                | Cheval de l'année en Angleterre (1970)                                                      |
|       | Pebbles          | 2023      | 1983-1985 | 15      | 8         | 135            | 1000 Guinées, Eclipse Stakes, Champion Stakes, Breeders' Cup Turf | Cheval de l'année en Angleterre (1985) Jument de l'année sur le gazon aux États-Unis (1985) |
|       | Sea The Stars    | 2023      | 2008-2009 | 9       | 8         | 140            | 2000 Guinées, Derby d'Epsom, Eclipse Stakes, International Stakes, Irish Champion Stakes, Prix de l'Arc de Triomphe | Cheval de l'année en Europe (2009)                                                          |
|       | Stradivarius     | 2023      | 2016-2022 | 35      | 20        | 130            | Ascot Gold Cup (x3), Goodwood Cup (x4), Yorkshire Cup (x3), Lonsdale Cup (x3), Doncaster Cup (x2) | Stayer de l'année en Europe (2018, 2019, 2020)                                              |

## Entraîneurs et jockeys
| Photo | Nom                            | Admission | Activité   | Carrière  | Faits de Carrière | Chevaux associés |
| ----- | ------------------------------ | --------- | ---------- | --------- | --- | --- |
|       | Willie Carson (né en 1942)     | 2022      | Jockey     | 1962-1996 | 3 828 victoires dont quatre Derby d'Epsom. 5 fois British Champion Jockey, 139 victoires de groupe 1.                                                                        | Nashwan, Salsabil, Danehill, Rodrigo de Triano, Dayjur, Troy, Habibti |
|       | Steve Cauthen (né en 1960)     | 2023      | Jockey     | 1976-1992 | 2 794 victoires dont dix classiques britanniques. Triple Couronne américaine. 3 fois British Champion Jockey.                                                                | Affirmed, Oh So Sharp, Triptych, Arazi, Reference Point, Rainbow Quest, Saumarez, Old Vic, Time Charter, Acatenango |
|       | Sir Henry Cecil (1943-2013)    | 2022      | Entraîneur | 1968-2013 | Quatre Derby d'Epsom, 33 victoires classiques en Europe. Dix fois tête de liste des entraîneurs en Angleterre.                                                               | Frankel, Oh So Sharp, Reference Point, Kris, Saumarez, Old Vic, Midday, Ardross, Le Moss, Twice Over |
|       | Lanfranco Dettori (né en 1970) | 2022      | Jockey     | 1986-2023 | Six Prix de l'Arc de Triomphe Près de 300 victoires de groupe 1. 3 fois British Champion Jockey.                                                                             | Dubawi, Golden Horn, Lammtarra, Sakhee, Enable, Electrocutionist, Cracksman, Dubai Millennium, Palace Pier, Stradivarius (cheval), Shamardal, Street Cry, Fantastic Light, Falbrav, Marienbard, Torquator Tasso, Verry Elleegant, Swain, Snow Fairy, Raven's Pass, Inspiral, Halling, Sulamani, Barathea, Lochsong, Kayf Tara, Conduit, Mark of Esteem, Porta Fortuna, Snowfall, Too Darn Hot, Dar Re Mi |
|       | Pat Eddery (1952-2015)         | 2021      | Jockey     | 1967-2003 | 4 632 victoires, dont quatre Prix de l'Arc de Triomphe et trois Derby d'Epsom. 11 fois British Champion Jockey.                                                              | Rainbow Quest, Sadler's Wells, Dancing Brave, Storm Bird, Caerleon, Danehill, El Gran Senor, Reference Point, Grundy, Tony Bin, Trempolino, Pebbles, Detroit, Bigstone, Zafonic |
|       | Aidan O'Brien (né en 1969)     | 2024      | Entraîneur | 1993-     | 4000 victoires, plus de 300 groupe 1, plus de 40 victoires classiques en Europe, 11 Derby d'Epsom, 19 Breeders' Cup Six fois tête de liste des entraîneurs en Angleterre.    | Galileo, Rock of Gibraltar, Dylan Thomas, Found, Highland Reel, Minding, St Mark's Basilica, Yeats, Magical, So You Think, High Chaparral, Camelot, Australia, St Nicholas Abbey, Kyprios, Love, Duke of Marmalade, Henrythenavigator, Hawk Wing, Churchill, Paddington, Mastercraftsman, Gleneagles, Auguste Rodin, Johannesburg, City of Troy, Excelebration, Cape Blanco, Lake Victoria, Snowfall     |
|       | Vincent O'Brien (1917-2009)    | 2021      | Entraîneur | 1943-1994 | Six Derby d'Epsom, six Irish Derby, trois Prix de l'Arc de Triomphe. Treize fois tête de liste des entraîneurs en Irlande, deux fois en Angleterre. Cofondateur de Coolmore. | Nijinsky II, Alleged, Sadler's Wells, Caerleon, Storm Bird, The Minstrel, El Gran Senor, Sir Ivor, Roberto, Ballymoss |
|       | Lester Piggott (1935-2022)     | 2021      | Jockey     | 1948-1994 | 4 493 victoires, dont neuf Derby d'Epsom et trois Prix de l'Arc de Triomphe. 11 fois British Champion Jockey.                                                                | Nijinsky II, Shergar, Alleged, Dahlia, The Minstrel, My Swallow, Rodrigo de Triano, Sir Ivor, Rheingold, Roberto, Petite Étoile, Youth, Ardross, Moorestyle, Le Moss, Sagaro |
|       | Sir Michael Stoute             | 2023      | Entraîneur | 1972-2024 | Six Derby d'Epsom, 26 victoires classiques en Europe, 9 Breeders' Cup, Dix fois tête de liste des entraîneurs en Angleterre.                                                 | Shergar, Workforce, Singspiel, Harbinger, Green Desert, Pilsudski, Fantastic Light, Zilzal, Russian Rhythm |

## Personnalités du monde hippique
- Elizabeth II d'Angleterre (2021), éleveur et propriétaire.
- Khalid Abdullah (2023), éleveur et propriétaire.
- Jack Berry (2024) : ancien jockey et entraîneur, fondateur du fonds des jockeys blessés.